# Vespasiano
Vespasiano, amtlich portugiesisch Município de Vespasiano, ist eine Munizipalstadt im Bundesstaat Minas Gerais, Brasilien und liegt in der Metropolregion Belo Horizonte, etwa 15 km vom internationalen Flughafen Belo Horizonte-Confins. Die Bevölkerungszahl wurde zum 1. Juli 2019 auf 127.601 Einwohner geschätzt, die Vespasianenser (vespasianenses) genannt werden. Die Fläche des Munizips beläuft sich auf rund 71 km². Die Hauptstadt Belo Horizonte liegt 27 km entfernt.

## Toponymie
Der Ort ist nach dem 1894 in Minas Gerais wirkenden Direktor der Zentraleisenbahn Brasiliens (Estrada de Ferro Central do Brasil), späterem Kriegsminister und Marschall Vespasiano Gonçalves de Albuquerque e Silva (1852–1924) benannt. In Vespasiano befindet sich eine öffentlich aufgestellte Büste von ihm.

## Geschichte
Die ersten Bewohner trafen etwa 1738 auf dem Gebiet des heutigen Vespasiano ein, zu dem Zeitpunkt war dort eine Militärkompagnie stationiert worden. Einige Jahre später ließen sich 1745 Bergleute nieder, um hier Bodenschätze auszubeuten. Als Stadtgründerin gilt die Fazendeira Mariana Joaquina da Costa, ihre Fazenda do Capão lag im Kerngebiet. Als die ab 1897 neue Hauptstadt des Bundesstaates Minas Gerais gebaut wurde, spielte die Einweihung der Estrada de Ferro Central do Brasil einen wichtigen Faktor für die Entwicklung von Wirtschaft und Bevölkerung Vespasianos. Es wurden Nahrungsmittel und Kalksteinprodukte benötigt, was eine weitere Binnenmigration aus den östlichen Gebieten bewirkte mit Ausbau der Landwirtschaft und Industrieansiedlungen. Die Entwicklung folgte dem Lauf des Ribeirão da Mata und der Bahn entlang. 1894 erhielt die Siedlung den Namen Vespasiano (Vila de Vespasiano). 
Am 18. Dezember 1915 wurde der Distrikt Vespasiano (Distrito de Vespasiano) gebildet und gehörte zunächst zum Munizip Santa Luzia do Rio das Velhas, dem späteren Santa Luzia, wurde jedoch am 27. Dezember 1948 selbständig und aus Santa Luzia ausgegliedert.
Dieser Ort hatte 1950 nur 5610 Einwohner, davon 1944 im urbanen und 3666 im ländlichen Raum auf einer Fläche von rund 121 km². Von 1979 bis 1992 bestand der Munizip aus den beiden Bezirken Distrito de Vespasiano (Sitz) und dem Distrito de São José da Lapa, der zur selbständigen Stadt São José da Lapa wurde.
Seit 2017 ist Vespasiano der geostatistischen Região geográfica imediata Belo Horizonte und der Região geográfica intermediária Belo Horizonte zugehörig.

## Durchschnittseinkommen und Lebensstandard
Das monatliche Durchschnittseinkommen betrug 2016 den Faktor 2,7 des brasilianischen Mindestlohns (Salário mínimo) von R$ 880,00 (2016: rund 619 €). Der Index der menschlichen Entwicklung (HDI) ist mit 0,688 für 2010 als mittelhoch eingestuft. Das Bruttosozialprodukt pro Kopf betrug 2015 26.111 R$.

## Kultur
Die Schutzpatronin der Stadt ist Unsere Liebe Frau von Lourdes. 

## Söhne und Töchter der Stadt
- Éder Aleixo (* 25. Mai 1957), Fußballspieler.